# Ваддани
«Ваддани» (сомал. Xisbiga Waddani, дословно — «Патриотическая партия»), также известная как Сомалилендская национальная партия или Национальная партия Ваддани — политическая партия в Сомалиленде, основанная Абдирахманом Мохамедом Абдуллахи в 2012 году.
Конституция Сомалиленда позволяет участвовать в выборах только трём ведущим политическим партиям, чтобы избежать увеличения числа клановых партий, как в 1960-х годах. Ваддани стала одной из трёх таких партий в 2012 году, сменив Объединённую народно-демократическую партию (UDUB).

## Взгляды
Партия является популистской. По словам Адель Стебаха / Europe Elects, с экономической точки зрения она склоняется влево, защищая создание универсальной системы здравоохранения, государственные инвестиции и удвоение ресурсов в сфере образования.
Прогрессивна по вопросам, касающимся прав меньшинств и основных свобод, таких как предложение кворума в 30 % женщин в парламенте.
Партия также поддерживает большую децентрализацию. Кроме того, она придаёт большое значение моральному и культурному наследию ислама и намеревается отвести ему более важное место в системе образования и в принятии законов. Экономическая и дипломатическая политика партии также более националистична, чем у её соперников. Национализм партии также применим к вопросам обороны, поскольку «Ваддани» обещает увеличить финансирование армии.